# Ханевеер, Бьёрн
Бьёрн Ханеве́ер (англ. Bjorn Haneveer, род. 4 сентября 1976 года) — бывший бельгийский профессиональный игрок в снукер. Родился в городе Тюрнхаут, в настоящее время проживает в Уилди.

## Карьера
Бьёрн Ханевеер является лучшим снукеристом Бельгии и одним из лучших во всей континентальной Европе. Шестикратный чемпион Бельгии (последний титул завоёван в 2007 году с Патриком Дельсемом), Бьёрн в 1999 выиграл чемпионат Европы, а в 2000 достиг финала этого же турнира. В 2001 году Ханевеер снова стал победителем чемпионата Европы, который проводился в Риге, и в том же году занял первое место на шестых Всемирных играх в Японии. Бьёрн также выиграл золотую медаль и на седьмых Играх в Германии (21 июля 2005), а в 2003-м, снова на чемпионате Европы сделал брейк в 147 очков. Этот же брейк бельгийцу удалось повторить в 2007-м году на чемпионате Бельгии.
Бельгийский снукерист добивался значительных успехов и в мэйн-туре, где он играл много лет. Его лучший рейтинг был 53-й (сезон 2003/2004), а среди лучших выступлений на турнирах можно выделить участия в 1/8 финала на Regal Scottish Open 2002 и European Open 2003.
Хотя на сезон 2008/09 бельгиец выбыл из мэйн-тура, он успешно выступил в «низшем дивизионе» PIOS и возвратился на сезон 2009/10. Ханевеер впервые за долгое время вышел в финальную стадию рейтингового турнира в 2010 году, на турнире China Open.
В сезоне 2011/12 Ханевеер объявил об уходе из мэйн-тура в связи, по его словам, с недостаточными финансовыми возможностями для продолжения профессиональной карьеры.
Бьёрн Ханевеер также комментирует снукерные матчи на голландской версии телеканала Евроспорт.

## Финалы турниров

### Финалы Профессионально-любительских турниров: 11 (7 побед, 4 поражения)
| Результат  | №  | Год  | Соревнование         | Соперник в финале    | Счёт |
| ---------- | -- | ---- | -------------------- | -------------------- | ---- |
| Победитель | 1. | 2001 | Всемирные игры       | Марлон Манало        | 4–3  |
| Победитель | 2. | 2003 | Swiss Open           | Иан Маккалох         | 5–4  |
| Победитель | 3. | 2004 | Dutch Open           | Леннон Старкей       | 6–1  |
| Победитель | 4. | 2005 | Dutch Open (2)       | Майкл Холт           | 6–1  |
| Победитель | 5. | 2009 | Dutch Open (3)       | Мэттью Коуч          | 6–3  |
| Финалист   | 1. | 2010 | Vienna Snooker Open  | Стивен Ли            | 4–5  |
| Финалист   | 2. | 2010 | Dutch Open           | Барри Пинчес         | 3–6  |
| Победитель | 6. | 2011 | Dutch Open (4)       | Геррит бё де Лид     | 7–3  |
| Финалист   | 3. | 2012 | Dutch Open (2)       | Люка Бресель         | 3–5  |
| Финалист   | 4. | 2017 | 3 Kings Open         | Александр Урсенбахер | 1–5  |
| Победитель | 7. | 2017 | Belgium Snooker Open | Мертенс Бен          | 6–5  |